# 2022年J1最終節
- 日本プロサッカーリーグ  >  J1リーグ  >  2022年のJ1リーグ  > 2022年J1最終節
- 2022年のスポーツ  >  2022年のサッカー  >  2022年のJリーグ   >  2022年のJ1リーグ  > 2022年J1最終節

2022年J1最終節（2022ねんJ1さいしゅうせつ）は、2022年11月5日に行われた明治安田生命J1リーグ第34節のことを指す。
本項では、最終節まで優勝を争った横浜F・マリノス（横浜FM）、川崎フロンターレ（川崎）と最終節までJ2降格の可能性を有していた湘南ベルマーレ、アビスパ福岡（福岡）、ガンバ大阪（G大阪）、京都サンガF.C.（京都）、清水エスパルス（清水）の関わる試合を中心に記す。

## 最終節までの経緯

### 第32節まで
2022年シーズンはリーグ開始前から連覇を狙う川崎や横浜FMが優勝争いの軸とみられており、実際に川崎・横浜FMに鹿島アントラーズ（鹿島）を加えた3クラブを軸に上位争いが展開されてきた。しかし、鹿島は得点源だったFW上田綺世の移籍をきっかけに失速、次第に川崎と横浜FMのマッチレースの様相を見せる。川崎は9月以降の5試合で1勝2分2敗と足踏みしたこともあり残り5試合の時点で横浜FMが川崎に勝ち点差8をつけ優勝に王手をかけるが、横浜FMはG大阪に敗れ、川崎は清水に勝利したことで勝ち点差が5に縮まる。
その裏では残留争いは、8月21日（第26節）終了時点で清水・北海道コンサドーレ札幌（札幌）・福岡・京都・湘南・ヴィッセル神戸（神戸）・G大阪・ジュビロ磐田（磐田）の8チームが争う展開となる。このうちシーズン前は優勝争いの候補にも挙げられていた神戸は前半戦最下位に沈むも監督に吉田孝行が就任すると攻守に積極的なサッカーを取り戻して5連勝を果たす一気に順位を回復、残留争いを脱出。札幌も9月以降粘り強い戦いで残留争いから一歩抜け出す。
一方で、前年圧倒的攻撃力でJ2を制し、前半戦終了時点では14位につけていた磐田は、シーズンが進むにつれ課題となったストライカー不在が深刻となり得点力不足に陥り、今季就任した伊藤彰監督を解任後も浮上のきっかけを見いだせず、チーム全体が自信を失ってしまい低迷。第32節終了時点では、降格決定となるクラブは現れなかったものの、残り試合数の関係もあって、実質的に湘南・京都・福岡・G大阪・清水・磐田の6クラブに降格の可能性が残される状態となった。
| 順 | チーム                 | 試 | 勝 | 分 | 敗 | 得 | 失 | 差  | 点 | 出場権または降格             |
| -- | ---------------------- | -- | -- | -- | -- | -- | -- | --- | -- | ---------------------------- |
| 1  | 横浜F・マリノス (Q)    | 31 | 18 | 8  | 5  | 63 | 32 | +31 | 62 | ACL2023 グループステージ出場 |
| 2  | 川崎フロンターレ       | 31 | 17 | 6  | 8  | 57 | 38 | +19 | 57 | ACL2023 グループステージ出場 |
| 3  | サンフレッチェ広島     | 32 | 15 | 9  | 8  | 49 | 37 | +12 | 54 |                              |
|    |                        |    |    |    |    |    |    |     |    |                              |
| 10 | 名古屋グランパス       | 32 | 9  | 13 | 10 | 27 | 34 | −7  | 40 |                              |
| 11 | 北海道コンサドーレ札幌 | 31 | 9  | 11 | 11 | 38 | 50 | −12 | 38 |                              |
| 12 | ヴィッセル神戸         | 31 | 10 | 7  | 14 | 32 | 36 | −4  | 37 |                              |
| 13 | 湘南ベルマーレ         | 31 | 8  | 11 | 12 | 26 | 37 | −11 | 35 |                              |
| 14 | 京都サンガF.C.         | 31 | 8  | 10 | 13 | 29 | 35 | −6  | 34 |                              |
| 15 | アビスパ福岡           | 32 | 8  | 10 | 14 | 26 | 36 | −10 | 34 |                              |
| 16 | ガンバ大阪             | 32 | 8  | 9  | 15 | 31 | 44 | −13 | 33 | J1参入プレーオフ出場         |
| 17 | 清水エスパルス         | 31 | 7  | 11 | 13 | 40 | 48 | −8  | 32 | J2リーグ 2023へ降格          |
| 18 | ジュビロ磐田           | 30 | 5  | 10 | 15 | 30 | 54 | −24 | 25 | J2リーグ 2023へ降格          |

### 延期試合
10月12日、台風14号の影響により中止となり延期となったJ1第25節の川崎対京都、及びAFCチャンピオンズリーグ2022出場による日程変更となったJ1第27節の横浜FM対磐田など、J1の5試合がこの日に行われた。
首位横浜FMは前節同様勝利した上で川崎が勝てなければ優勝が決まる一戦で最下位の磐田と対戦するが、84分に交代投入されたばかりの磐田のルーキーMF古川陽介が左サイドを攻め上がり、磐田DF松原后とのパス交換から、最後は振り向きざまに右足を振り抜くとこれがゴールに吸い込まれ、古川のJリーグ初得点が決勝点となり、アウェーの磐田が逆転残留へ希望を繋ぐ勝利を収める一方、横浜FMは下位相手に連敗を喫し、優勝決定は次節以降に持ち越しとなった。
2位川崎はホームで14位京都との一戦に臨み3-1で川崎が勝利。この結果、川崎と横浜FMとの勝ち点差が2にまで縮まり、優勝争いも予断を許さなくなった一方、京都にとっては16位G大阪との差を広げられず痛い敗戦となった。
一方、11位札幌はアウェーで浦和レッズ（浦和）と引き分けて残留確定は持ち越しとなり、12位神戸と13位湘南の一戦は神戸がFW大迫勇也のゴールを守り切って1-0で5連勝を飾り、神戸の残留が確定した。
さらに10月22日、台風15号に伴う大雨の影響で中止となったJ1第31節の延期試合・清水と磐田の静岡ダービーが行われた。共に降格圏に沈むチーム同士で、浮上のきっかけをつかむために是が非でも勝ち点3の欲しかった試合だった。試合は前半20分に清水FWチアゴ・サンタナのゴールで先制したものの、アディショナルタイムに磐田FWジャーメイン良のゴールで追いつき1-1の引き分けに終わった。
この結果、清水はG大阪と勝点33で並び得失点差で上回ったため16位に浮上したもののプレーオフ圏内に留まり、磐田も清水・G大阪との勝ち点差を埋められず、両軍にとって厳しい“痛み分け”となった。
| 順 | チーム                 | 試 | 勝 | 分 | 敗 | 得 | 失 | 差  | 点 | 出場権または降格     |
| -- | ---------------------- | -- | -- | -- | -- | -- | -- | --- | -- | -------------------- |
| 10 | ヴィッセル神戸         | 32 | 11 | 7  | 14 | 33 | 36 | −3  | 40 | J1残留               |
| 11 | 名古屋グランパス       | 32 | 9  | 13 | 10 | 27 | 34 | −7  | 40 | J1残留               |
| 12 | 北海道コンサドーレ札幌 | 32 | 9  | 12 | 11 | 39 | 51 | −12 | 39 |                      |
| 13 | 湘南ベルマーレ         | 32 | 8  | 11 | 13 | 26 | 38 | −12 | 35 |                      |
| 14 | 京都サンガF.C.         | 32 | 8  | 10 | 14 | 30 | 38 | −8  | 34 |                      |
| 15 | アビスパ福岡           | 32 | 8  | 10 | 14 | 26 | 36 | −10 | 34 |                      |
| 16 | 清水エスパルス         | 32 | 7  | 12 | 13 | 41 | 49 | −8  | 33 | J1参入プレーオフ出場 |
| 17 | ガンバ大阪             | 32 | 8  | 9  | 15 | 31 | 44 | −13 | 33 | J2リーグ 2023へ降格  |
| 18 | ジュビロ磐田           | 32 | 6  | 11 | 15 | 32 | 55 | −23 | 29 | J2リーグ 2023へ降格  |

### 第33節
10月29日に行われた第33節、優勝争いは前節同様勝利した上で川崎が引き分け以下だと優勝が決まる首位横浜FMはホームで浦和と対戦。17分にエウベルが先制点を挙げると、37分にはアンデルソン・ロペスが追加点をマーク。さらに後半にもエウベル、アンデルソン・ロペスが加点し試合を決定づけた。リードを4点に広げた直後に浦和のキャスパー・ユンカーに1点を返されるも、そのまま試合は終了。4-1で横浜FMが3試合ぶりの勝利を収める。一方の川崎はホームで神戸と対戦。試合は20分に家長昭博のパスに走り込んできたマルシーニョが合わせて川崎が先制するも、後半に入って51分に神戸MF小林祐希の直接フリーキックが決まり同点に追いつく。試合は終盤まで進み、79分に川崎FW小林悠が倒されたプレーにVARが介入、ファウルの位置がペナルティエリア内と判定されPKとなる。これを川崎MF家長が決め、これが決勝点となり川崎が2-1で勝利。この結果、横浜FMと川崎の勝ち点差は2のままで、優勝争いは最終節へ持ち越された。
| 横浜F・マリノス                                         | 4 - 1    | 浦和レッズ                |
| ------------------------------------------------------- | -------- | ------------------------- |
| - エウベル 17分, 34分 - アンデルソン・ロペス 37分, 65分 | レポート | キャスパー・ユンカー 67分 |

| 川崎フロンターレ                           | 2 - 1    | ヴィッセル神戸 |
| ------------------------------------------ | -------- | -------------- |
| - マルシーニョ 20分 - 家長昭博 84分 (pen.) | レポート | 小林祐希 51分  |

一方の残留争いでは、17位G大阪と18位磐田の直接対決が組まれた。J1残留のためには勝利が必須条件となった磐田だったが、前半はお互いに決定機を作り出しながらも無得点。後半に入り66分、空いたスペースでボールを受けたG大阪がG大阪FW食野亮太郎がMF山本悠樹からのパスを受けると、そのままDFを躱しきらずに股抜きシュートを決め、G大阪が先制。さらに73分にはクリアされたこぼれ球の競り合いをG大阪MF齊藤未月が競り勝ち、これにFWパトリックが反応、オーバーヘッド気味のシュートがゴールを揺らし、追加点を決める。第32節で首位横浜FMを下し、勢いに乗るG大阪が2-0で勝利し、勝ち点を36に伸ばした一方で、敗れた磐田は最終節を残して1年でのJ2降格、J1最下位が確定した。
| ガンバ大阪                          | 2 - 0    | ジュビロ磐田 |
| ----------------------------------- | -------- | ------------ |
| - 食野亮太郎 66分 - パトリック 73分 | レポート |              |

一方、16位の清水はホームで鹿島と対戦。前半はスコアレスに終わるも56分に試合が動く。コーナーキックから鹿島MFディエゴ・ピトゥカのクロスをGK権田修一がパンチングで掻き出すも、セカンドボールに反応した鹿島MF三竿健斗が混戦の中から押し込んで鹿島が先制。試合はそのまま0-1で終了し、清水は勝ち点を伸ばせず17位に後退する。
| 清水エスパルス | 0 - 1    | 鹿島アントラーズ |
| -------------- | -------- | ---------------- |
|                | レポート | 三竿健斗 56分    |

そのほかのチームでは、柏レイソル（柏）と対戦した福岡は、4分に山岸祐也のゴールで先制すると、44分にもフアンマ・デルガドが追加点。後半に戸嶋祥郎のゴールで柏に1点を返されるも2-1で福岡が逃げ切って勝利。一方でセレッソ大阪（C大阪）と対戦した14位京都は後半アディショナルタイムの京都MF荒木大吾のシュートもクロスバーを越えスコアレスで試合終了、勝ち点1の上積みに留まる。また、サガン鳥栖（鳥栖）と対戦した13位湘南はFW町野修斗の2ゴールとDF山本脩斗の得点で3-0の快勝で残留を大きくたぐり寄せ、12位札幌は3位広島相手に興梠慎三と宮澤裕樹のゴールで2-1と逆転勝利した。
| アビスパ福岡                             | 2 - 1    | 柏レイソル    |
| ---------------------------------------- | -------- | ------------- |
| - 山岸祐也 4分 - フアンマ・デルガド 44分 | レポート | 戸嶋祥郎 47分 |

| 京都サンガF.C. | 0 - 0    | セレッソ大阪 |
| -------------- | -------- | ------------ |
|                | レポート |              |

| 湘南ベルマーレ                       | 3 - 0    | サガン鳥栖 |
| ------------------------------------ | -------- | ---------- |
| - 町野修斗 7分, 21分 - 山本脩斗 78分 | レポート |            |

| サンフレッチェ広島 | 1 - 2    | 北海道コンサドーレ札幌          |
| ------------------ | -------- | ------------------------------- |
| 野津田岳人 37分    | レポート | - 興梠慎三 23分 - 宮澤裕樹 55分 |

この結果、第33節にて2位川崎のAFCアジアチャンピオンズリーグ2023の出場（2位以上）、10位札幌のJ1残留、18位磐田のJ2降格が確定した。13位湘南、14位福岡は自動降格の可能性が消滅し、G大阪が土壇場で残留圏の15位に浮上、京都が16位に後退した。
| 順 | チーム                 | 試 | 勝 | 分 | 敗 | 得 | 失 | 差  | 点 | 出場権または降格             |
| -- | ---------------------- | -- | -- | -- | -- | -- | -- | --- | -- | ---------------------------- |
| 1  | 横浜F・マリノス (Q)    | 33 | 19 | 8  | 6  | 67 | 34 | +33 | 65 | ACL2023 グループステージ出場 |
| 2  | 川崎フロンターレ (Q)   | 33 | 19 | 6  | 8  | 62 | 40 | +22 | 63 | ACL2023 グループステージ出場 |
| 3  | サンフレッチェ広島     | 33 | 15 | 9  | 9  | 50 | 39 | +11 | 54 |                              |
|    |                        |    |    |    |    |    |    |     |    |                              |
| 10 | 北海道コンサドーレ札幌 | 33 | 10 | 12 | 11 | 41 | 52 | −11 | 42 | J1残留確定                   |
| 11 | サガン鳥栖             | 33 | 9  | 14 | 10 | 43 | 42 | +1  | 41 | J1残留確定                   |
| 12 | ヴィッセル神戸         | 33 | 11 | 7  | 15 | 34 | 38 | −4  | 40 | J1残留確定                   |
| 13 | 湘南ベルマーレ         | 33 | 9  | 11 | 13 | 29 | 38 | −9  | 38 |                              |
| 14 | アビスパ福岡           | 33 | 9  | 10 | 14 | 28 | 37 | −9  | 37 |                              |
| 15 | ガンバ大阪             | 33 | 9  | 9  | 15 | 33 | 44 | −11 | 36 |                              |
| 16 | 京都サンガF.C.         | 33 | 8  | 11 | 14 | 30 | 38 | −8  | 35 | J1参入プレーオフ出場         |
| 17 | 清水エスパルス         | 33 | 7  | 12 | 14 | 41 | 50 | −9  | 33 | J2リーグ 2023へ降格          |
| 18 | ジュビロ磐田 (R)       | 33 | 6  | 11 | 16 | 32 | 57 | −25 | 29 | J2リーグ 2023へ降格          |

## 最終節
2022年11月5日に最終節となるJ1第34節が行われた。優勝及び残留に関わる7チームの対戦カードは以下の通り。太字は優勝、もしくは降格の可能性を有するクラブ。関係する全チームがアウェーで戦うこととなった。
- ヴィッセル神戸 ｰ 横浜F・マリノス（ノエビアスタジアム神戸）
- FC東京 - 川崎フロンターレ（味の素スタジアム)
- 柏レイソル - 湘南ベルマーレ（三協フロンテア柏スタジアム）
- 浦和レッズ - アビスパ福岡（埼玉スタジアム2002）
- 鹿島アントラーズ - ガンバ大阪（カシマサッカースタジアム）
- ジュビロ磐田 - 京都サンガF.C.（ヤマハスタジアム）
- 北海道コンサドーレ札幌 - 清水エスパルス（札幌ドーム）

### 優勝争い
首位横浜FMと2位川崎の勝ち点差は2だが、得失点差が11開いているため、現実的には「川崎勝利・横浜FM敗戦」以外では横浜FMが優勝となるシチュエーションではあった。

### 残留争い
最終節を前に残留を確定させていないのが湘南、福岡、G大阪、京都、清水の5チームで、このうち13位湘南は引き分け以上、14位福岡と15位G大阪は勝利で自力残留が確定、16位京都は引き分け以上、17位清水は勝利した上で他チームの結果に左右されるという状況であった。
これらを、得失点差を加味して具体的に整理すると以下のようになる。
湘南（13位）
引き分け以上で残留確定。
負けても「福岡が引き分け以上かつG大阪・京都が共に勝利」の条件が整わない限り残留確定。
福岡（14位）
勝利で残留確定。
引き分けても「湘南が敗戦かつG大阪・京都が共に勝利」の条件が整わない限り残留確定。
1点差負けでも「京都が引き分け以下」または「京都勝利かつG大阪が引き分け以下」で残留確定。
2点差以上負けの場合は京都勝利・G大阪引き分け以上の場合は16位（プレーオフ進出）、それ以外は残留確定
G大阪（15位）
勝利で残留確定。
引き分けても「福岡が2点差以上で敗戦」かつ「京都が引き分け以下」で残留確定。両方満たせなかった場合は16位（プレーオフ進出）。
敗れた場合は「京都が敗戦」「清水が引き分け以下」のどちらか一方を満たせば16位、両方を満たせば残留確定。
京都（16位）
勝利した上で、「湘南が敗戦」「福岡もしくはG大阪が引き分け以下」のいずれかの条件を満たせば残留確定。
引き分けの場合は「G大阪が敗れる」「清水が引き分け以下」のどちらか一方を満たせば16位（プレーオフ進出）、両方を満たせば残留確定。
敗れた場合、清水が引き分け以下で16位（プレーオフ進出）。清水が勝利すれば自動降格。
清水（17位）
勝利した上で、「G大阪が敗戦」「京都が引き分け以下」のどちらか一方を満たせば総得点で逆転して16位（プレーオフ進出）、両方を満たせば残留確定。どちらも満たせなければ自動降格。
引き分け以下の場合、他会場の結果に関わらず自動降格。
清水は勝利が絶対条件の上、G大阪、京都の結果を待たなければならず、崖っぷちの状況に立たされていた。さらに同じ静岡県をホームとしているライバルの磐田が降格していることもあり、清水は負けて降格となると来シーズンは静岡勢が初めてJ1から消滅するという危機にも瀕していた。
| 順位 | クラブ         | 勝点 | 差  | 総得点 | 33 | 34 | 35 | 36 | 37 | 38 | 39 | 40 | 41 |
| ---- | -------------- | ---- | --- | ------ | -- | -- | -- | -- | -- | -- | -- | -- | -- |
| 13   | 湘南ベルマーレ | 38   | -9  | 29     |    |    |    |    |    | ●  | ▲  |    | ○  |
| 14   | アビスパ福岡   | 37   | -9  | 28     |    |    |    |    | ●  | ▲  |    | ○  |    |
| 15   | ガンバ大阪     | 36   | -11 | 33     |    |    |    | ●  | ▲  |    | ○  |    |    |
| 16   | 京都サンガF.C. | 35   | -8  | 30     |    |    | ●  | ▲  |    | ○  |    |    |    |
| 17   | 清水エスパルス | 33   | -9  | 41     | ●  | ▲  |    | ○  |    |    |    |    |    |

### 前半
全試合がほぼ同時刻にキックオフ。その中でまず最初に試合が動いたのは味スタ。19分にマルシーニョからのパスを受けた脇坂泰斗がペナルティエリア手前からミドルシュートを放ち、先制点を奪取。逆転での3連覇に向け大きな先制点を手にした。ノエスタでは26分、エウベルがこぼれ球をヘディングで押し込み、横浜FMが優勝へ向けて幸先の良い先制点を奪う。すると29分、味スタではロングフィードを受けたFC東京のアダイウトンに川崎のチョン・ソンリョンのスライディングが直撃。このプレーが決定的な得点機会の阻止とみなされ、主審はチョン・ソンリョンにレッドカードを提示。10人で戦うことを余儀なくされた川崎は丹野研太が登里享平と交代でピッチに入った。
札幌ドームでは、41分に札幌のガブリエル・シャビエルが先制ゴールを決め、清水は手痛いリードを許してしまう。ほぼ同時刻に三協F柏では町野修斗が得点ランク暫定トップタイにつける先制点を決め、自力残留を大きく手繰り寄せた。その頃、前半アディショナルタイムにノエスタでは神戸の武藤嘉紀が同点ゴールを決め、試合を振り出しに戻し前半終了。埼スタでは浦和、福岡ともに決め手を欠き無得点のまま前半を終える。カシマではやや押され気味のG大阪だったが、守備陣が奮闘しスコアレスで前半終了。ヤマハでは京都が前半から主導権を握るも、磐田ゴールを破れずに試合を折り返す。
前半終了時の途中経過
- 神戸 1 - 1 横浜FM
- FC東京 0 - 1 川崎
- 柏 0 - 1 湘南
- 浦和 0 - 0 福岡
- 鹿島 0 - 0 G大阪
- 磐田 0 - 0 京都
- 札幌 1 - 0 清水

前半終了時の暫定順位
| 昇降 | 暫定順位 | クラブ           | 勝点 | 試合 | 勝利 | 引分 | 敗戦 | 得点 | 失点 | 得失点差 |
| ---- | -------- | ---------------- | ---- | ---- | ---- | ---- | ---- | ---- | ---- | -------- |
| ー   | 1        | 横浜Ｆ・マリノス | 66   | 34   | 19   | 9    | 6    | 68   | 35   | +33      |
| ー   | 2        | 川崎フロンターレ | 66   | 34   | 20   | 6    | 8    | 63   | 40   | +23      |

| 昇降 | 暫定順位 | クラブ         | 勝点 | 試合 | 勝利 | 引分 | 敗戦 | 得点 | 失点 | 得失点差 |
| ---- | -------- | -------------- | ---- | ---- | ---- | ---- | ---- | ---- | ---- | -------- |
| ー   | 13       | 湘南ベルマーレ | 41   | 34   | 10   | 11   | 13   | 30   | 38   | -8       |
| ー   | 14       | アビスパ福岡   | 38   | 34   | 9    | 11   | 14   | 28   | 37   | -9       |
| ー   | 15       | ガンバ大阪     | 37   | 34   | 9    | 10   | 15   | 33   | 44   | -11      |
| ー   | 16       | 京都サンガF.C. | 36   | 34   | 8    | 12   | 14   | 30   | 38   | -8       |
| ー   | 17       | 清水エスパルス | 33   | 34   | 7    | 12   | 15   | 41   | 51   | -10      |

### 後半
湘南は開始早々、昨季まで柏に在籍していた瀬川祐輔が追加点を決めリードを2点に広げる。味スタではゴール前での混戦で反応したアダイウトンが押し込み、FC東京が47分に同点に追いつく。このままいくと降格となる清水だったが、チアゴ・サンタナが49分にスーパーゴールを決め同点に追いつくと、わずか2分後にはチアゴ・サンタナが起点となり、味方からのスルーパスを受けた白崎凌兵が、飛び出していた相手GKの足下を抜き、逆転に成功する。53分、ノエスタではFKから水沼宏太が直接ゴールを狙い、一度が坪井湧也に弾かれるも、こぼれ球に最も早く反応した西村拓真が左足で押し込んで横浜FMが勝ち越しに成功。三協F柏では54分、小屋松知哉にゴールを奪われ湘南は1点を返されてしまう。その2分後、埼スタでは岩波拓也が敵陣中央からミドルシュートを放ち浦和が先制に成功。先制を許した福岡だったが、60分にフアンマ・デルガドがヘディングで同点弾を決める。
清水は逆転に成功しこの勢いで札幌をさらに突き放すかと思われたが、60分にディフェンスラインの裏を飛び出した青木亮太がシュートを放つ。一度は権田修一が防ぐもこぼれ球を再び青木に押し込まれ同点に追いつかれてしまう。味スタでは61分、森重真人にハードプレスを掛け敵陣でボールを奪った橘田健人が即座に低いクロスを出すと、ゴール前にいたマルシーニョが体勢を崩しながらのシュートが決まって勝ち越しに成功する。
その頃カシマではG大阪は後半に入っても劣勢のまま進みピンチを招くも、東口順昭の好セーブもあり、0-0のまま試合が進んでいく。磐田では京都が57分にピーター・ウタカ、パウリーニョ、本多勇喜の3人を一気に投入するも、決定打を欠いたままスコアレスで試合が進行していく。
後半20分時点の途中経過
- 神戸 1 - 2 横浜FM
- FC東京 1 - 2 川崎
- 柏 1 - 2 湘南
- 浦和 1 - 1 福岡
- 鹿島 0 - 0 G大阪
- 磐田 0 - 0 京都
- 札幌 2 - 2 清水

後半20分時点の暫定順位
| 昇降 | 暫定順位 | クラブ           | 勝点 | 試合 | 勝利 | 引分 | 敗戦 | 得点 | 失点 | 得失点差 |
| ---- | -------- | ---------------- | ---- | ---- | ---- | ---- | ---- | ---- | ---- | -------- |
| ー   | 1        | 横浜Ｆ・マリノス | 68   | 34   | 20   | 8    | 6    | 69   | 35   | +34      |
| ー   | 2        | 川崎フロンターレ | 66   | 34   | 20   | 6    | 8    | 64   | 41   | +23      |

| 昇降 | 暫定順位 | クラブ         | 勝点 | 試合 | 勝利 | 引分 | 敗戦 | 得点 | 失点 | 得失点差 |
| ---- | -------- | -------------- | ---- | ---- | ---- | ---- | ---- | ---- | ---- | -------- |
| ー   | 13       | 湘南ベルマーレ | 41   | 34   | 10   | 11   | 13   | 31   | 39   | -8       |
| ー   | 14       | アビスパ福岡   | 38   | 34   | 9    | 11   | 14   | 29   | 38   | -9       |
| ー   | 15       | ガンバ大阪     | 37   | 34   | 9    | 10   | 15   | 33   | 44   | -11      |
| ー   | 16       | 京都サンガF.C. | 36   | 34   | 8    | 12   | 14   | 30   | 38   | -8       |
| ー   | 17       | 清水エスパルス | 34   | 34   | 7    | 13   | 14   | 43   | 52   | -9       |

70分まで各会場で大きな動きはなく、ノエスタで73分にゲームが動く。水沼宏太がマイナス方向にグラウンダーのパスを供給すると、投入されたばかりの仲川輝人が反応し、右足で冷静に決めスコアを3-1とし、優勝を決定づける追加点を決めた。85分に交代した水沼はこの3得点に全て関与する大活躍を見せた。74分、味スタでは渡邊凌磨のクロスにアダイウトンが合わせてこの日2点目となるゴールを決めFC東京が再び同点に追いつくが、直後に川崎ボールで試合が再開すると敵陣深くで車屋紳太郎がファーサイドにクロスを出すと、ゴール前にいた知念慶には合わなかったもののその後ろにいた渡邊の足にあたる。GKのヤクブ・スヴォビィクも反応できず、ボールはゴールに吸い込まれオウンゴール。FC東京にとっては痛い負け越し点となり、川崎にとっては優勝に望みをつなぐ勝ち越し点となった。
78分、札幌では敵陣ゴール前での混戦を制したホナウドが執念の勝ち越し点を決め、清水が再びリードを奪った。他4チームは試合が動かないままタイムアップが近づく。この時点で清水と京都が勝点「36」で並び、勝点、得失点差が同じだった場合は総得点の多いクラブが上位に入ることになる。清水が16位浮上となり、京都は総得点で清水を大きく下回っているため、このまま終われば京都の降格が決定となる。
後半35分時点の途中経過
- 神戸 1 - ３ 横浜FM
- FC東京 ２ - ３ 川崎
- 柏 1 - 2 湘南
- 浦和 1 - 1 福岡
- 鹿島 0 - 0 G大阪
- 磐田 0 - 0 京都
- 札幌 2 - ３ 清水

後半35分時点の暫定順位
| 昇降 | 暫定順位 | クラブ           | 勝点 | 試合 | 勝利 | 引分 | 敗戦 | 得点 | 失点 | 得失点差 |
| ---- | -------- | ---------------- | ---- | ---- | ---- | ---- | ---- | ---- | ---- | -------- |
| ー   | 1        | 横浜Ｆ・マリノス | 68   | 34   | 20   | 8    | 6    | 70   | 35   | +35      |
| ー   | 2        | 川崎フロンターレ | 66   | 34   | 20   | 6    | 8    | 65   | 42   | +23      |

| 昇降 | 暫定順位 | クラブ         | 勝点 | 試合 | 勝利 | 引分 | 敗戦 | 得点 | 失点 | 得失点差 |
| ---- | -------- | -------------- | ---- | ---- | ---- | ---- | ---- | ---- | ---- | -------- |
| ー   | 13       | 湘南ベルマーレ | 41   | 34   | 10   | 11   | 13   | 31   | 39   | -8       |
| ー   | 14       | アビスパ福岡   | 38   | 34   | 9    | 11   | 14   | 29   | 38   | -9       |
| ー   | 15       | ガンバ大阪     | 37   | 34   | 9    | 10   | 15   | 33   | 44   | -11      |
| ↑１  | 16       | 清水エスパルス | 36   | 34   | 8    | 12   | 14   | 44   | 52   | -8       |
| ↓１  | 17       | 京都サンガF.C. | 36   | 34   | 8    | 12   | 14   | 30   | 38   | -8       |

優勝争いは横浜FMが神戸の反撃を寄せ付けず、試合終了の笛を待つことに、川崎は数的不利ながらも懸命な守備でリードを保つ展開が続いた。残留争いではG大阪は自陣で引いて守る時間帯が続くも、鹿島の攻撃を何度も跳ね返し続ける。京都は80分にピーター・ウタカのスルーパスに川﨑颯太が抜け出し絶好のチャンスとなったが、シュートはゴール右に外れてしまう。
清水はこのまま勝利し、かつ京都が引き分け以下なら自動降格を回避できる状況下だった。しかし86分に札幌は田中駿汰の横パスに反応したキム・ゴンヒがゴール左にシュートを放ちゴールネットを揺らす。土壇場で清水は同点に追いつかれてしまう。そして後半アディショナルタイム、キム・ゴンヒがPA内でフリーになっていた青木亮太にパスを繋ぐと青木が右足でシュートを放ち逆転弾を決め、札幌が土壇場で逆転。ここにきてリードを許した清水は時間・状況を考えても降格が決定的となった。
一方京都は上福元直人、井上黎生人が相手のチャンスを潰し猛攻を防いできたものの90+6分、ラストプレーで磐田の伊藤槙人がペナルティエリア中央からシュートを放ち、ボールは上福元の脇を抜けゴールかと思われたが、白井康介が懸命に身を投げ出し、このシュートをスーパーブロック。絶体絶命のピンチを防いだところで試合終了。京都は清水の結果を待つことになった一方、湘南はそのまま2-1で逃げ切り自力残留を決めた。福岡、G大阪はともに引き分けに終わり、どちらもなんとか残留を決めた。そして優勝争いでは味スタが先に終了し、猛追を振り切り勝利した川崎は横浜FMの結果を待っていた。
最終結果
- 神戸 1 - ３ 横浜FM
- FC東京 ２ - ３ 川崎
- 柏 1 - 2 湘南
- 浦和 1 - 1 福岡
- 鹿島 0 - 0 G大阪
- 磐田 0 - 0 京都
- 札幌 ４ - ３ 清水

ノエスタはスコア変わらず1-3で試合終了。この瞬間、横浜FMが3年ぶり5回目のJリーグ制覇を決めた。奇しくもホーム3連戦で連敗、完封負けを喫し、ホームでシャーレを掲げることはできなかったが、シーズンを通して圧倒的な攻撃力を見せ、見事王者の座を奪い返してみせた。一方川崎は史上2クラブ目のJリーグ3連覇をまたしても成し遂げられずにシーズンを終えることとなった。
そして札幌ドームでも4-3のままタイムアップの笛が鳴った。札幌は劇的な逆転勝利で最終戦を白星で飾った。一方敗れた清水は2度のリードを守り抜けず最後は総攻撃を仕掛けるも、残留の絶対条件である勝利を達成できず、2015年以来2度目のJ2降格が確定した。ライバルの磐田も降格が決まっていたため、2023シーズンは初めてトップディビジョンに静岡県勢がいないシーズンとなることが決定した。チアゴ・サンタナは最終的に得点王のタイトルが確定したものの、試合終了の瞬間に崩れ落ち、札幌の選手から励ましを受けているシーンがあった。スコアレスで終わった京都は一時は降格の可能性があったものの自動降格は回避、しかしG大阪が引き分けたため16位に終わりJ1参入プレーオフに回ることになった。また連勝でシーズンを締め括った湘南は最終的に神戸をかわして12位でフィニッシュした。
| 順 | チーム                 | 試 | 勝 | 分 | 敗 | 得 | 失 | 差  | 点 | 出場権または降格             |
| -- | ---------------------- | -- | -- | -- | -- | -- | -- | --- | -- | ---------------------------- |
| 1  | 横浜F・マリノス (C, Q) | 34 | 20 | 8  | 6  | 70 | 35 | +35 | 68 | ACL2023 グループステージ出場 |
| 2  | 川崎フロンターレ (Q)   | 34 | 20 | 6  | 8  | 65 | 42 | +23 | 66 | ACL2023 グループステージ出場 |
| 3  | サンフレッチェ広島     | 34 | 15 | 10 | 9  | 52 | 41 | +11 | 55 |                              |
| 4  | 鹿島アントラーズ       | 34 | 13 | 13 | 8  | 47 | 42 | +5  | 52 |                              |
| 5  | セレッソ大阪           | 34 | 13 | 12 | 9  | 46 | 40 | +6  | 51 |                              |
|    |                        |    |    |    |    |    |    |     |    |                              |
| 12 | 湘南ベルマーレ         | 34 | 10 | 11 | 13 | 31 | 39 | −8  | 41 |                              |
| 13 | ヴィッセル神戸         | 34 | 9  | 11 | 14 | 35 | 41 | −6  | 38 |                              |
| 14 | アビスパ福岡           | 34 | 9  | 11 | 14 | 29 | 38 | −9  | 38 | J1残留                       |
| 15 | ガンバ大阪             | 34 | 9  | 10 | 15 | 33 | 44 | −11 | 37 | J1残留                       |
| 16 | 京都サンガF.C. (T)     | 34 | 8  | 12 | 14 | 30 | 38 | −8  | 36 | J1参入プレーオフ出場         |
| 17 | 清水エスパルス (R)     | 34 | 7  | 12 | 15 | 44 | 54 | −10 | 33 | J2リーグ 2023へ降格          |
| 18 | ジュビロ磐田 (R)       | 34 | 6  | 12 | 16 | 32 | 57 | −25 | 30 | J2リーグ 2023へ降格          |

## 試合結果
| ヴィッセル神戸  | 1 - 3    | 横浜F・マリノス                                 |
| --------------- | -------- | ----------------------------------------------- |
| 武藤嘉紀 45+3分 | レポート | - エウベル 26分 - 西村拓真 53分 - 仲川輝人 73分 |

| FC東京                    | 2 - 3    | 川崎フロンターレ                                  |
| ------------------------- | -------- | ------------------------------------------------- |
| - アダイウトン 47分, 74分 | レポート | - 脇坂泰斗 19分 - マルシーニョ 61分 - 75分 (o.g.) |

| 鹿島アントラーズ | 0 - 0    | ガンバ大阪 |
| ---------------- | -------- | ---------- |
|                  | レポート |            |

| 北海道コンサドーレ札幌                                                    | 4 - 3    | 清水エスパルス                                          |
| ------------------------------------------------------------------------- | -------- | ------------------------------------------------------- |
| - ガブリエル・シャビエル 41分 - 青木亮太 60分, 90+2分 - キム・ゴンヒ 86分 | レポート | - チアゴ・サンタナ 49分 - 白崎凌兵 51分 - ホナウド 78分 |

| ジュビロ磐田 | 0 - 0    | 京都サンガF.C. |
| ------------ | -------- | -------------- |
|              | レポート |                |

| 柏レイソル      | 1 - 2    | 湘南ベルマーレ                  |
| --------------- | -------- | ------------------------------- |
| 小屋松知哉 54分 | レポート | - 町野修斗 41分 - 瀬川祐輔 46分 |

| 浦和レッズ    | 1 - 1    | アビスパ藤岡            |
| ------------- | -------- | ----------------------- |
| 岩波拓也 56分 | レポート | フアンマ・デルガド 60分 |